# Mimeresia debora
Mimeresia debora är en fjärilsart som beskrevs av Kirby 1890. Mimeresia debora ingår i släktet Mimeresia och familjen juvelvingar. Inga underarter finns listade i Catalogue of Life.